# Labéjan
 Labéjan  (en occitano Labejan) es una localidad y comuna de Francia, en la región de Mediodía-Pirineos, departamento de Gers, en el distrito y cantón de Mirande.
Su población en el censo de 1999 era de 259 habitantes.
Está integrada en la Communauté de communes Vals et Villages en Astarac.

## Geografía

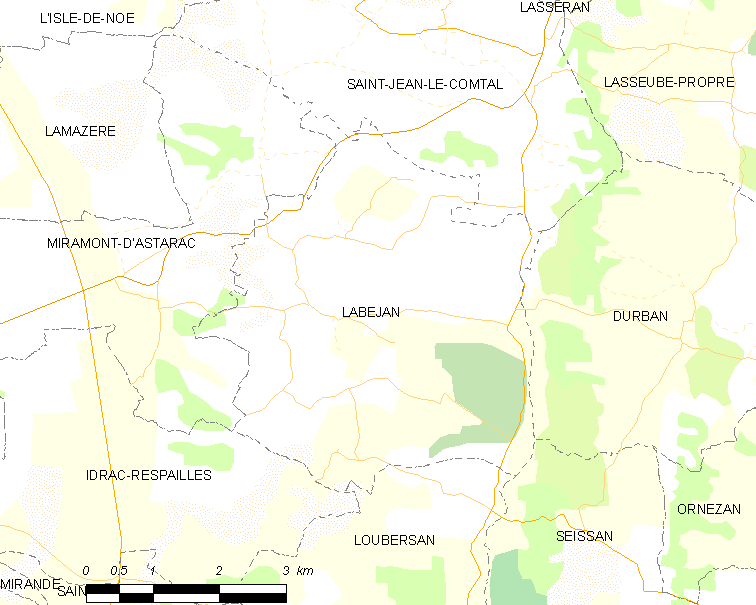
Situación de Labéjan

## Demografía
| 290 | 273 | 224 | 229 | 255 | 259 |
| Para los censos de 1962 a 1999 la población legal corresponde a la población sin duplicidades (Fuente: INSEE [Consultar]) |     |     |     |     |     |